# 韓胤
韓胤（？—197年），袁術之部下，擔任使者前往與呂布說媒。
袁術欲結呂布為援，乃為子索呂布女，呂布許之。袁術遣使韓胤以僭號議告呂布，並求迎婦。沛相陳珪恐袁術、呂布結為親家，則徐州、揚州合從，將為國難，於是往說服呂布。呂布亦怨袁術初不己受也，女已在塗，追還絕婚，械送韓胤，梟首許市。

## 相關書籍
- 《後漢書》
- 《三國志》
- 《三國演義》